# Dominique Corbasson
Pour les articles homonymes, voir Corbasson.
Dominique Corbasson, née le 30 mars 1958 dans le 17e arrondissement de Paris, ville où elle est morte le 21 février 2018 dans le 9e arrondissement,, est une illustratrice française.

## Biographie
Diplômée de l'École nationale supérieure des arts appliqués et des métiers d'art, Dominique Corbasson travaille d'abord comme styliste de tissus d'ameublement et de vêtements pour enfants, tout en continuant à entretenir son passe temps de dessinatrice. En 1993, elle devient illustratrice et travaille pour la maison Habitat, les Galeries Lafayette et à partir de 1995 avec le Japon (Ropé, Tokyu Primo et de nombreux magasins), commençant alors une carrière internationale. Employant un style de peinture et de couleur très personnel, elle continue à traduire en dessin, avec une touche fine et légère, la vie des Parisiens et, surtout, des Parisiennes. Ses dessins sont utilisés dans la presse (Figaroscope, Figaro Madame, Cosmopolitan, Vanity Fair, Psychologies magazine, Bayard Presse, Maison Magazine, Muze, Vivre Côté Paris...) et la publicité [réf. nécessaire](Chanel, Vogue, Caspari, Le Crillon, les Huitres Gillardeau...).
En avril 1997, elle présente sa première exposition intitulée « Les grands magasins » au Japon dont un recueil des dessins sera publié chez PIE Books. En septembre 2000, son exposition « Paris et moi » se tient à nouveau à Tokyo, dans le quartier de Daikanyama et donnera lieu à la publication du livre du même nom aux éditions CWC Books. Elle expose régulièrement ses dessins et ses peintures à Paris, Genève, Tokyo et Dinard. Elle a également participé à plusieurs expositions collectives dont certaines avec son mari, François Avril.
Elle illustre de nombreux livres pour enfants, essentiellement aux éditions Gallimard et Nathan dont en particulier les romans de Michel Amelin et de Jean-Philippe Arrou-Vignod.
En 2009, elle publie sa première bande dessinée Les Sœurs Corbi, récit fortement inspiré de sa famille.
Depuis le début des années 2010, elle réalise de nombreuses œuvres en grand format, à l'acrylique mais aussi de plus en plus souvent au crayon de couleurs, présentées lors de salons (BRAFA, Drawing Now, Art Paris) ou d'expositions personnelles avec la Huberty & Breyne Gallery, qui la représente, entre Paris et Bruxelles. Elle y développe à la fois la thématique urbaine (Paris, New York, Londres) et les représentations de nature (Bretagne, Angleterre, Norvège). En parallèle, elle continue à illustrer des ouvrages pour la jeunesse, des articles de presse et de nombreuses couvertures de livres publiés en Grande Bretagne et aux États-Unis notamment pour Trisha Ashley ou Sarah Morgan. 
Jusqu'au bout, elle dessine sans cesse, pour des commandes entre la France, le Japon et les Etats-Unis et pour des expositions,,.  
Les Rencontres Chaland, festival de bande dessinée organisé à Nérac et auxquelles elle a participé à toutes les éditions de son vivant, lui rendent hommage en octobre 2018 avec une exposition de ses dessins.

## Ouvrages
Elle a participé à de nombreuses oeuvres ,

### Livres jeunesse
- 1996 : L'oasis d'Aïcha, illustration du texte de Achmy Halley, (Syros)
- 1997 : Grand-père grognon, couverture et illustration du texte de Magdalena, (Nathan)
- 1998 : Dur, dur, d'être top model, couverture et illustration du roman de Michel Amelin, (Nathan)
- 1998 : Gentil squelette cherche amourette!, couverture et illustration du texte de Catherine Lamon-Mignot, (Nathan)
- 1999 : Patience, Prinçounet!, couverture et illustration du texte de Laurence Gillot, (Nathan)
- 1999 : La casquette de Monsieur Henri, couverture et illustration du texte de Patrick Vendamme , (Albin Michel)
- 1999 : L'omelette au sucre, couverture et illustration du roman de Jean-Philippe Arrou-Vignod, (Folio Junior)
- 2000 : Mon cœur fait poum poum pour le DJ, couverture et illustration du roman de Michel Amelin, (Nathan)
- 2001 : Paris-ci, Paris-là et autres poèmes, couverture et illustrations du recueil de poèmes de Raymond Queneau, (Gallimard Jeunesse)
- 2002 : La reine du mercredi, couverture et illustration du roman de Jean-Côme Noguès, (Nathan)
- 2003 : Le camembert volant, couverture et illustration du roman de Jean-Philippe Arrou-Vignod,  (Folio Junior)
- 2003 : Tous les lutins mènent à Rome, couverture et illustration de l'histoire de Danielle Martinigol,  (Nathan)
- 2004 : Bon anniversaire, couverture du recueil d'histoires courtes de Jean-Philippe Arrou-Vignod,  (Folio Junior)
- 2005 : Dodoitzu et l'escargot alpiniste, couverture et illustration du recueil de poésies de Paul Claudel, (Gallimard Jeunesse)
- 2007 : La soupe de poissons rouges, couverture et illustration du roman de Jean-Philippe Arrou-Vignod, (Folio Junior)
- 2008 : Mes 66 plus belles poésies, couverture et illustrations du recueil de poésies d'auteurs divers, (Gallimard Jeunesse)
- 2008 : Rondeaux, couverture et illustrations du recueil de poésies de Jacques Roubeaux, (Folio Cadet)
- 2009 : Des vacances en chocolat, couverture et illustration du roman de Jean-Philippe Arrou-Vignod, (Folio Junior)
- 2009 : Une famille aux petits oignons, couverture et illustrations du recueil des romans de Jean-Philippe Arrou-Vignod, (Gallimard Jeunesse)
- 2011 : Jeux sur la ville, illustration du livre de Christine Dodos-Ungerer, (Actes Sud Junior)

### Bande dessinée
- 2009 : Les sœurs Corbi, (Gallimard)

### Livres d'illustrations
- 1997 : Les grands magasins, (PIE Books, Japon)
- 2000 : Paris et moi, (CWC Books, Japon)
- 2009 : Ma Bretagne, images du Trégor, recueil de peintures et dessins rassemblés sous la forme d'un guide, (Ouest-France)
- 2010 : Montmartre, (Alain Beaulet)
- 2013 : Paris Corbasson, portfolio, (Alain Beaulet)
- 2013 : Parisienne, (Alain Beaulet)
- 2016 : Joli Paris, (Milan et demi)

### Divers
- 1998 : Paroles de gourmandise, couverture et illustration des textes de Marie Rouanet, (Albin Michel)
- 2000 : Pour un heureux mariage, (Albin Michel)
- 2001 : Un regard intime sur Paris, recueil collectif de dessins publié à l'occasion de l'exposition Un regard intime sur Paris à la galerie Papiers Gras à Genève, une illustration, éd. AGPI, Genève
- 2003 : La Bible illustrée, édition illustrée par 30 illustrateurs (Bayard Jeunesse)
- 2003 : Album de mon Baptême, couverture et illustration du recueil de Virginie Aladjidi et Caroline Pellissier, (Bayard Jeunesse)
- 2009 : Les films du Crayon, livre collectif recueil d'affiches imaginaires, (Alain Beaulet)
- 2009 : Les nus du Crayon, livre collectif recueil de dessins des membres de l'association Le Crayon, (BDArtist(e))
- 2011 : Le coffret de ton baptême, couverture et illustrations du coffret et des livres qu'il contient : L'histoire de ton baptême et Le livre d'or de ton baptême, (Bayard Jeunesse)
- 2014 : L'album de mon parrain et de ma marraine, couverture et illustrations, (Bayard Jeunesse)
- 2017 : Les trente-six vues du Canal Saint-Martin, livre collectif, (Editions Michel Lagarde)

## Expositions
- 1997 : Les grands magasins, Tokyo, avril.
- 2000 : Paris et moi, Tokyo, septembre.
- 2001 : Paris et moi, reprise de l'exposition de Tokyo complétée de plusieurs dessins, Galerie Médicis, Paris, du 7 février au 17 mars.
- 2003 : Elle et Paris, Galerie Christian Desbois. Du 11 octobre au 15 novembre.
- 2004 : Corbasson, exposition chez Ropé, tous les dessins faits pour toutes les campagnes Ropé, Osaka, avril.
- 2004 : French Kiss, au Printemps de Ginza, Tokyo, avec François Avril, du 27 avril au 3 mai
- 2005 : Dominique Corbasson et François Avril, exposition avec Avril, Galerie Papiers Gras, Genève, du 16 avril au 28 mai.
- 2008 : Ma Bretagne, toiles et dessins, Galerie Underground, chez Fortune de Mer, Perros Guirec, du 25 octobre au 16 novembre.
- 2009 : Les Sœurs Corbi et Ma Bretagne, Galerie BDArtist(e), Paris, du 10 au 20 juin.
- 2010 : My Paris, My Brittany, Galerie Logos, Parco (grand magasin dans Shibuya), Tokyo, Japon, du 26 mai au 8 juin.
- 2011 : Tokyo, exposition de dessins de la ville de Tokyo, Galerie Papiers Gras, Genève, du 5 mai au 11 juin.
- 2012 : La Seine, exposition de dessins des bords de la Seine, de Paris à la Normandie, Galerie Oblique, Paris, du 28 mars au 15 avril.
- 2013 : Paris, dessins sur le thème de Paris, galerie Champaka, Bruxelles, du 12 juin au 13 juillet.
- 2013 : West coast, exposition en duo avec François Avril, à la Galerie Petits Papiers, Bruxelles, du 18 octobre au 10 novembre.
- 2015: Grande Bretagne, exposition de dessins sur papier et sur bois, à la Huberty-Breyne Gallery, Paris, du 5 mars au 4 avril 2015.
- 2015 : ART PARIS, présentation de quatre grands dessins de New York sur le stand de la Huberty-Breyne Gallery dans le cadre du salon ART PARIS au Grand Palais à Paris, du 26 au 29 mars 2015
- 2017 : Paris à Bruxelles, Galerie Huberty Breyne, Bruxelles, du 18 février 2017 au 19 mars 2017
- 2017 : À 6 mains, exposition collective présentant une série de travaux réalisés à 6 mains par François Avril, Dominique Corbasson et Emmanuel Pierre, Galerie Barbier & Mathon, Paris, du 24 mai au 17 juin
- 2018 : Dominique Corbasson, Exposition à la maison des conférences Nérac à l'occasion des Rencontres Chaland, du 6 octobre au 4 novembre.

### Documentation
- Olivier Maltret, « Les sœurs Corbi : arsenic et vieilles dentelles », dBD, no 33,‎ juin 2009, p. 74.